# ギュルトン
ギュルトン（古希: Γυρτών, Gyrtōn）あるいはギュルトネ（古希: Γυρτώνη, Gyrtōnē）は、古代ギリシアのテッサリア地方の都市である。長音によりギュルトーン、ギュルトーネーとも表記される。ギュルトンの正確な位置は不明である。

## 地理
ストラボンはギュルトンの位置をペネイオス川の河口付近としているが、ポリュビオスをもとに説明しているリウィウスによると、ギュルトンがパランナ、アトラクス、ラリッサなどの都市がある肥沃なテッサリア平原に位置しており、パランナからギュルトンへはわずか1日の距離であった。古代の医師ソラノスによると、ギュルトンからラリッサへと向かう道の途中にヒポクラテスの墓があったという。

## 歴史
ギュルトンに関する最古の言及はホメロスの叙事詩『イリアス』第2巻の軍船表である。それによるとペイリトオスの子ポリュポイテスと、カイネウスの子コロノスの子レオンテウスが支配した都市の1つとして、アルギッサ（アルグラ）に次いで挙げられている。またロドスのアポローニオスはコロノスの故郷を「豊かなギュルトン」としている。
ストラボンによると元来はペライボイ族の都市であったが、その後ラピテス族が支配する都市となった。神話時代の王としてイクシオン、ペイリトオス、およびイクシオンの兄弟プレギュアスが挙げられ、この地の住民は特にプレギュアスにちなんでプレギュアイ族と呼ばれた。さらにギュルトンはプレギュアスの兄弟ギュルトンによって創建されたとも、プレギュアスの娘ギュルトンにちなんで名付けられたとも伝えられている。ギュルトンはペロポネソス戦争の際にアテナイに援軍を送ったテッサリア地方の都市の1つとして言及されている。前4世紀になるとギュルトンは銀と銅の貨幣を鋳造した。前215年または214年、マケドニア王ピリッポス5世の執り成しで、ギュルトンの60人の市民がラリッサの市民権を与えられた。前197年のキュノスケファライの戦いにおいて、ピリッポス5世のテッサリア騎兵を指揮したのはギュルトン出身のヘラクレイデスであった。前191年にセレウコス朝の王アンティオコス3世、前171年にはマケドニア王ペルセウスの脅威にさらされたが、いずれも征服を免れた。
現代の研究者はギュルトンの位置について様々な見解を示している。ウィリアム・マーティン・リークはソラノスのヒポクラテスの墓についての証言を根拠に、ギュルトンとラリッサが接近していたと考え、ピニオス川左岸のタタル・マグラ（Τατάρ Μαγούλα、現在のファランニ, Φαλάννη）をギュルトンと見なしている。そのほか、バクライナ（Μπάκραινα, Bakraina、現在のギリトニ, Γυρτώνη）、あるいはマクリホリの近くなどの見解がある。考古学者アポストロス・アルバニトプロスはこれらの場所を調査し、バクライナの上に小さな要塞都市を発見している。